# 聖海倫斯 (奧勒岡州)
聖海倫斯（St. Helens）位於美國奧勒岡州，是哥倫比亞縣的縣治，人口13,817人。聖海倫斯座落於哥倫比亞河西岸，有30號美國國道經過。

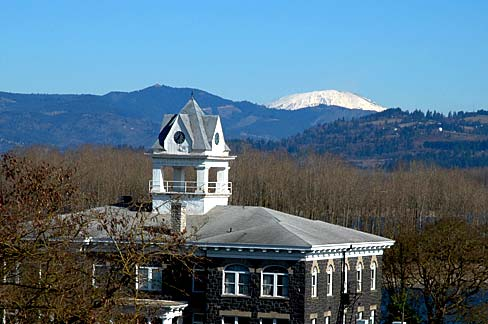
聖海倫斯